# Исраэлс, Исаак
Исаак Исраэлс, или Исаак Израэльс (нидерл. Isaak Israëls; 3 февраля 1865, Амстердам — 7 октября 1934, Гаага) — голландский жанровый живописец, олимпийский чемпион 1928 года в конкурсе искусств. 
Сын живописца Йозефа Исраэлса, одного из самых уважаемых художников Гаагской школы, и Алейды Шаап. Художественный талант у Исраэлса проявился ещё в раннем детстве. В 1880-1882 годах учился в Королевской академии искусств в Гааге, где познакомился с Георгом Хендриком Брейтнером, который стал его пожизненным другом. 
В 1881 году, когда Исраэлсу было 16, он продал первую картину «Bugle Practice», ещё до того, как она была закончена, художнику и коллекционеру Хендрику Виллему Месдаху. С 1878 года вместе со своим отцом совершал ежегодные визиты в Парижский салон, где дебютировал в 1882 году. С 1886 года жил в Амстердаме, где посещал Королевскую академию визуальных искусств, чтобы завершить своё обучение.
Испытал влияние французского импрессионизма. Автор портретов, сцен городской жизни, изображал людей из народа — работниц, солдат, матросов. Известные полотна живописца: «Верхом на ослике вдоль пляжа», «Две девушки в снегу», «Витрина».

## Галерея

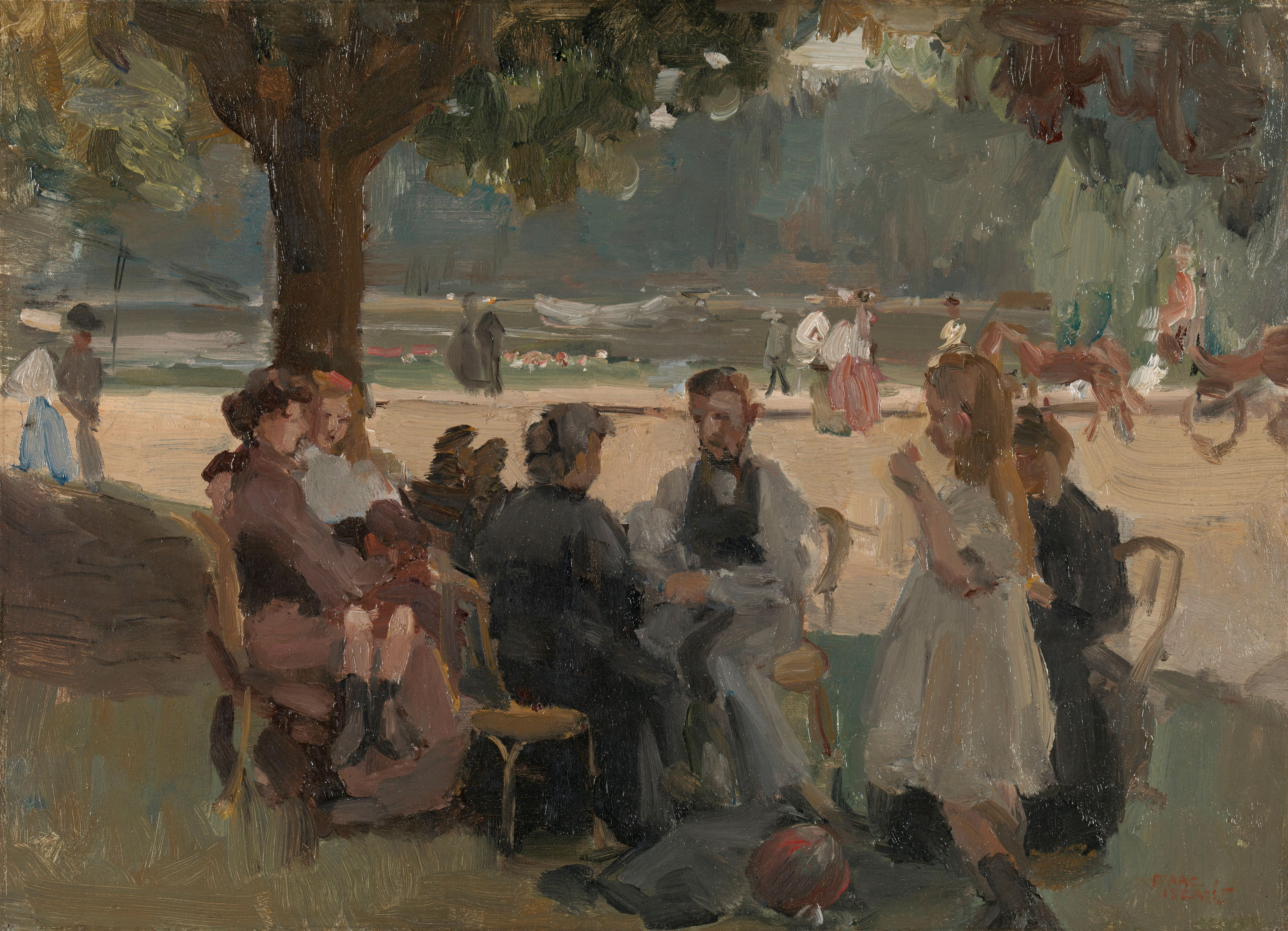
Булонский лес около Парижа.
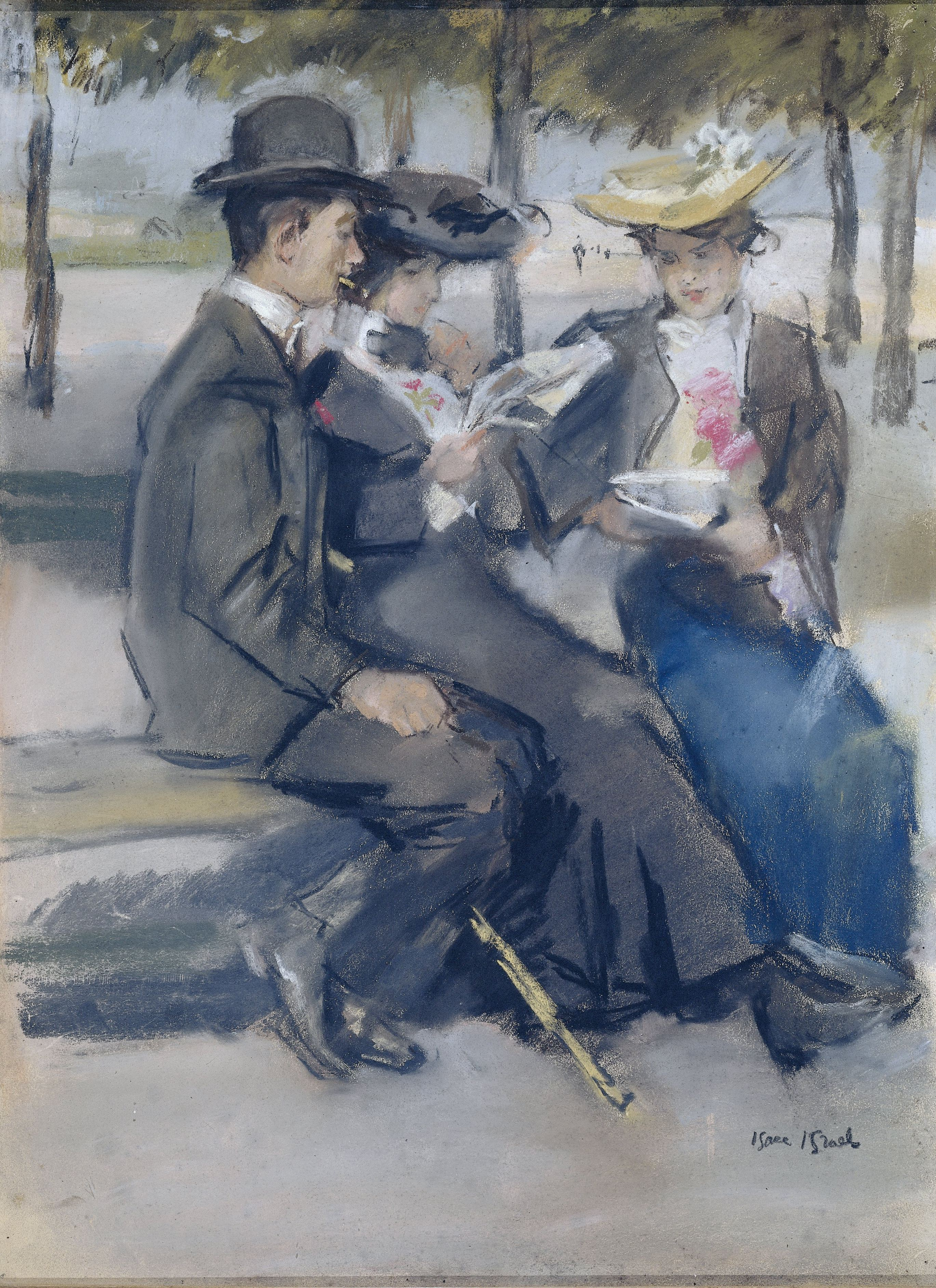
Сцена в Булонском лесу.
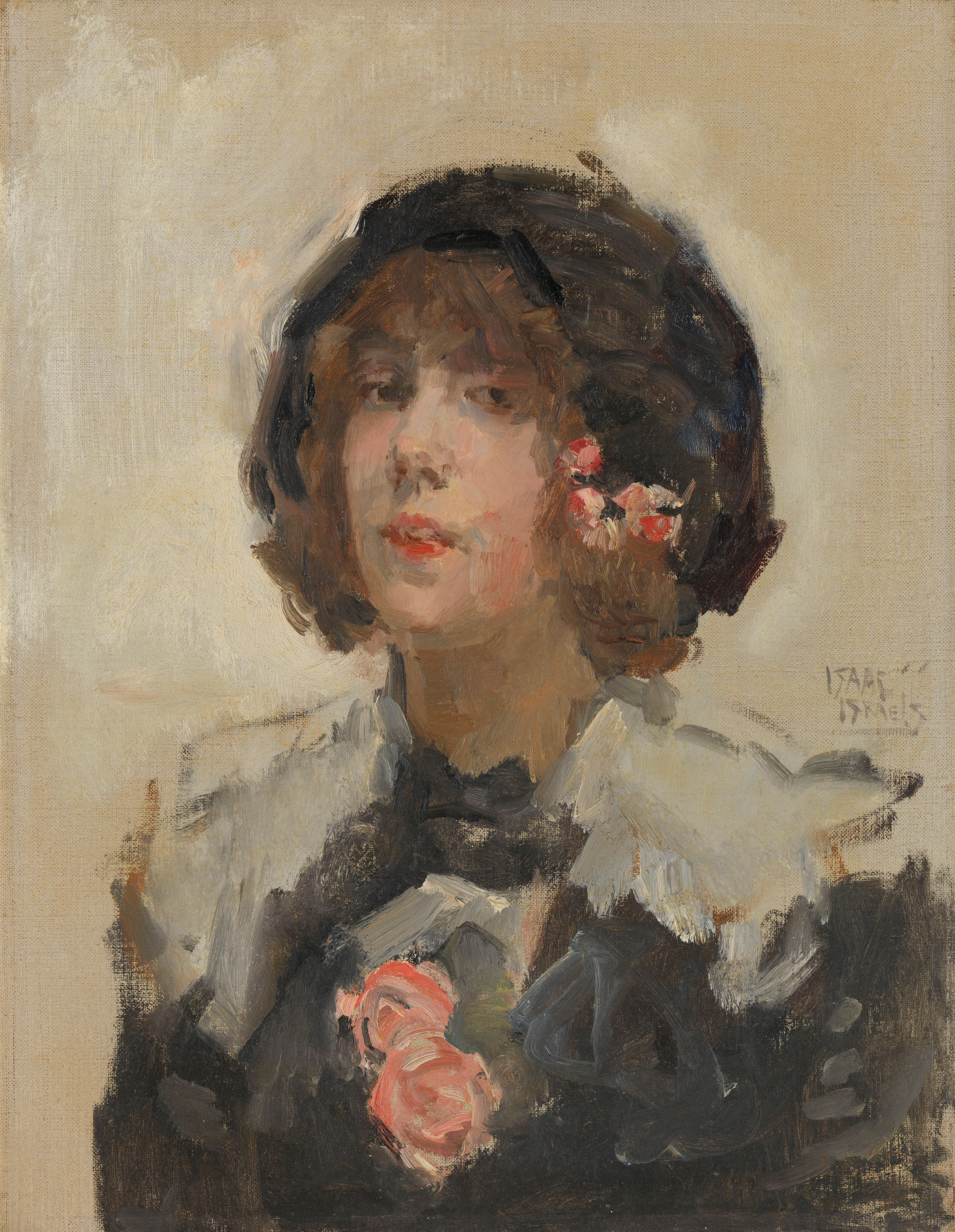
Портрет молодой девушки.
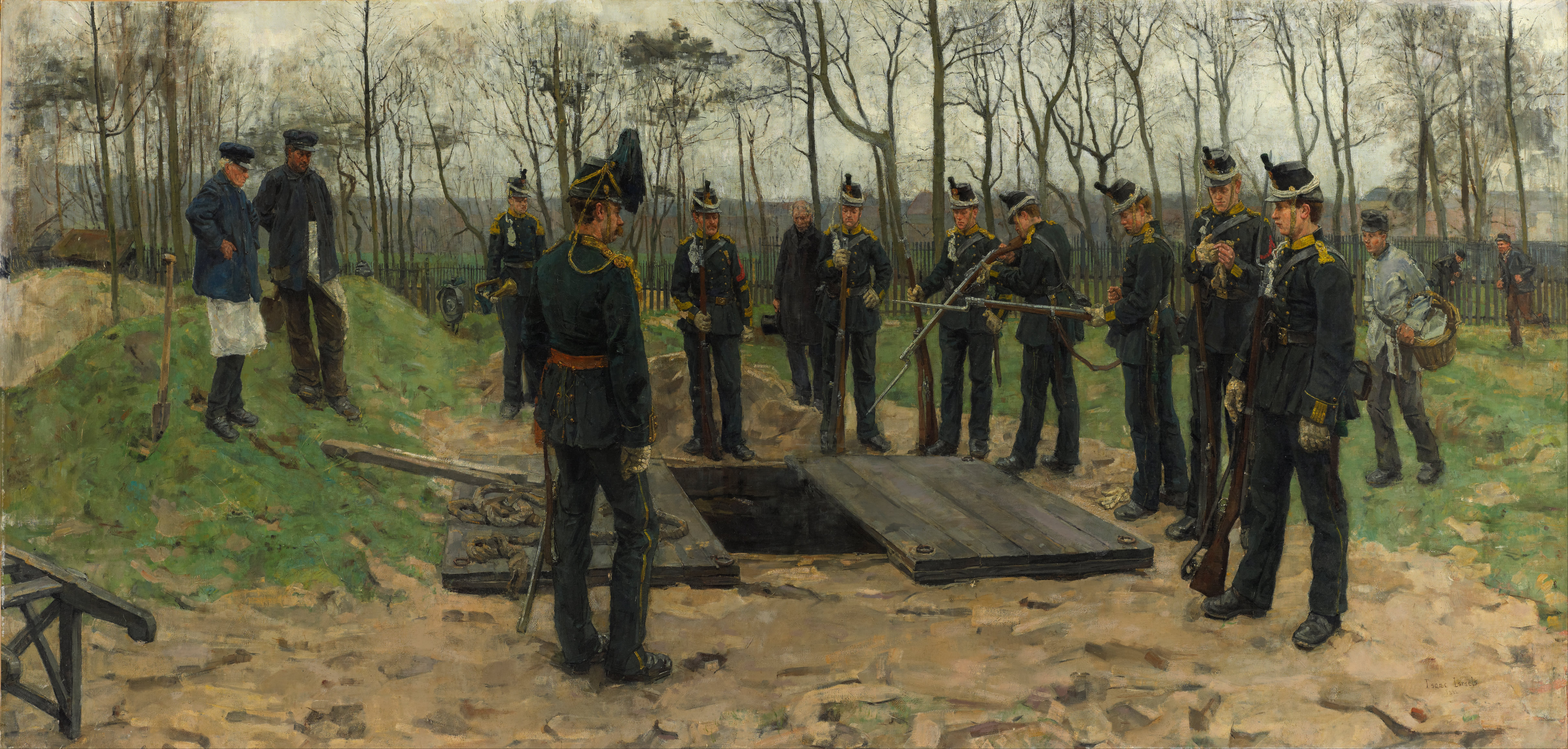
Военные похороны.
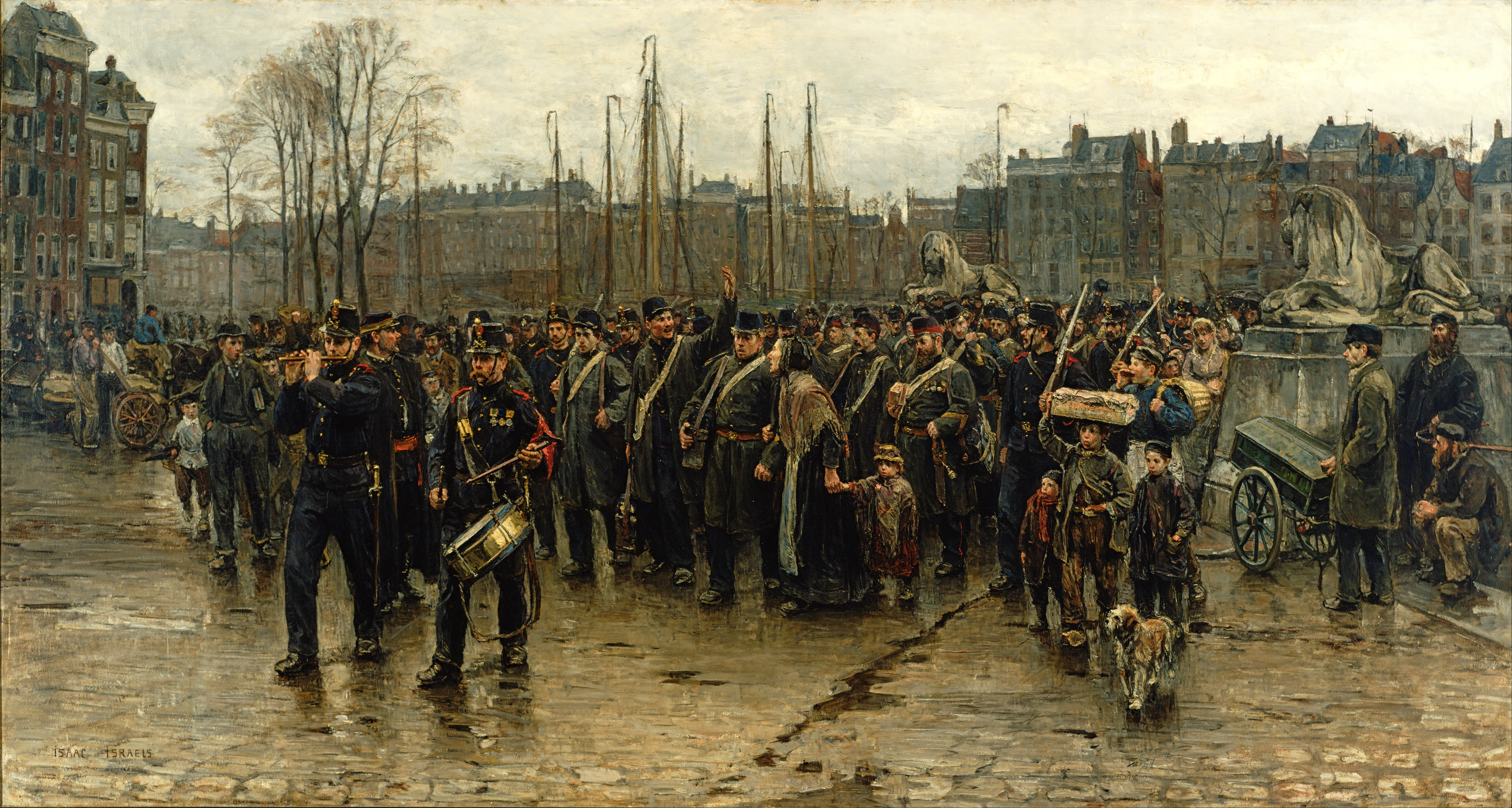
Отправка солдат в колонию.
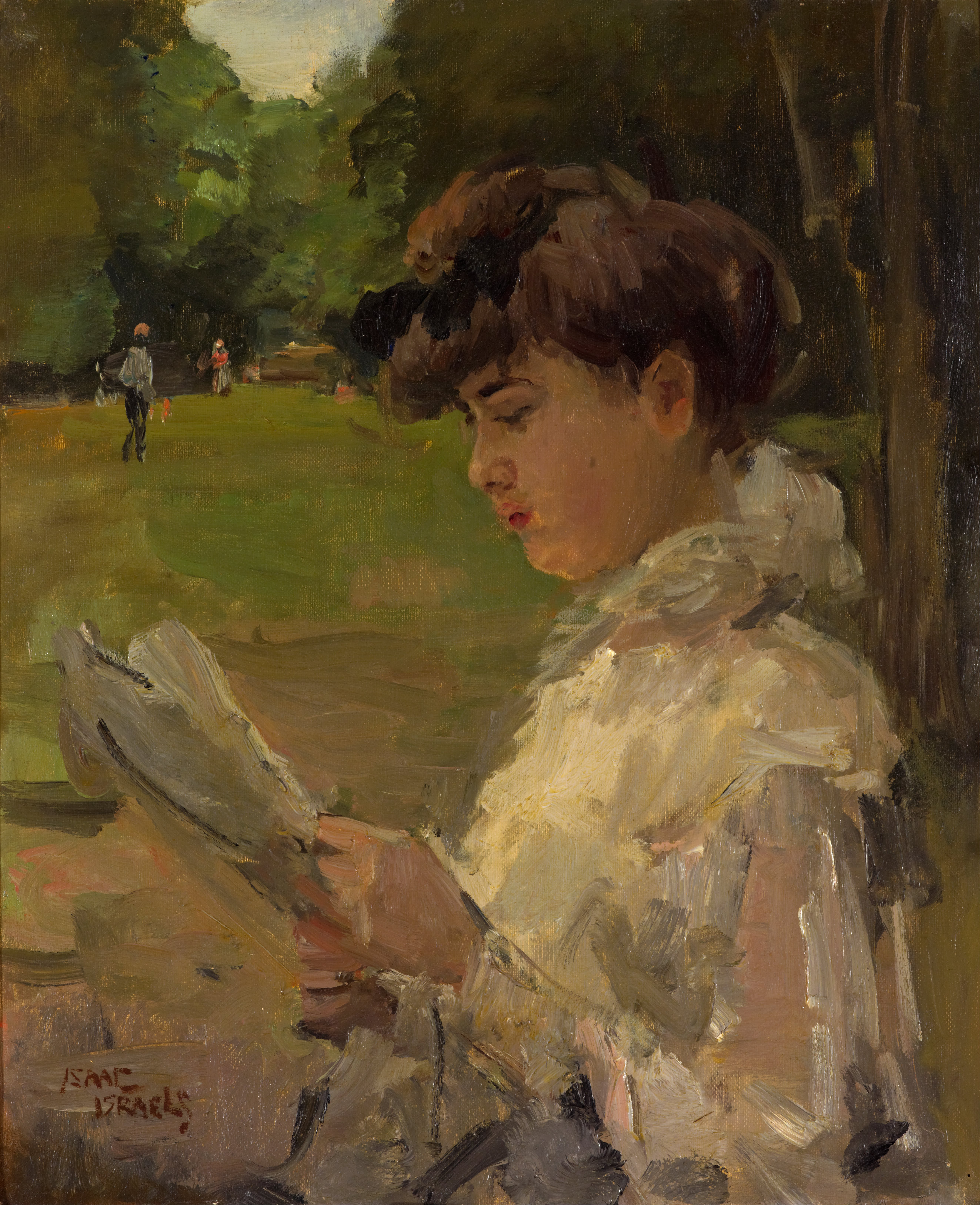
Читающая девушка.
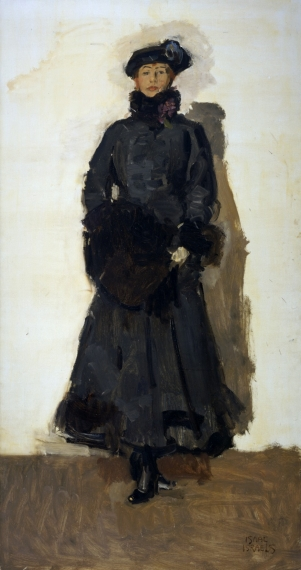
Мата Хари (1916)